# Phoenix Gold Golf and Country Club
De Phoenix Gold Golf and Country Club  bevindt zich ten zuiden van Pattaya, Thailand. Hij werd in 1993 geopend.
De baan is in 1993 aangelegd door baanarchitect Denis Griffiths en bestaat uit drie lussen van negen holes, de Mountain course, de Ocean course en de Lake course.  De club beschikt over 240 golfcarts en 280 vrouwelijke caddies.
De golfclub is in 2013 overgenomen door Khun Chanya Swangchitr. Zij liet in 2014 het clubhuis renoveren, daarna was de baan aan de beurt. De Lake course is tot slot door baanarchitect Pirapon Namatra in 2015 gerenoveerd en in 2016 zullen enkele villa's op het complex gebouwd worden.

## Internationale toernooien
In 2016 werd de King's Cup op deze baan gespeeld. Het toernooi stond in 2016 ook op de agenda van de Europese Tour.